# Equimita, Puebla
Equimita är en ort i Mexiko.   Den ligger i kommunen Cuetzalan del Progreso och delstaten Puebla, i den sydöstra delen av landet, 170 km öster om huvudstaden Mexico City. Equimita ligger 1 576 meter över havet och antalet invånare är 215.
Terrängen runt Equimita är varierad. Runt Equimita är det ganska glesbefolkat, med 43 invånare per kvadratkilometer. Närmaste större samhälle är Olintla, 19,6 km nordväst om Equimita. I omgivningarna runt Equimita växer huvudsakligen savannskog.